# ایران در پارالمپیک تابستانی ۲۰۰۰
ایران در بازی‌های پارالمپیک تابستانی ۲۰۰۰ که در سیدنی استرالیا برگزار شد با ۴۰ ورزشکار در پنج رشته ورزشی شرکت نمود و با تصاحب ۲۳ مدال موفق به کسب رتبه شانزدهم در جدول نشان‌ها شد.

## رشته‌ها و تعداد شرکت‌کنندگان
| رشته ورزشی        | مردان | زنان | مجموع |
| ----------------- | ----- | ---- | ----- |
| تیراندازی با کمان | ۳     |      | ۳     |
| دو و میدانی       | ۱۱    | ۱    | ۱۲    |
| وزنه‌برداری        | ۷     |      | ۷     |
| تیراندازی         | ۳     | ۳    | ۶     |
| والیبال نشسته     | ۱۲    |      | ۱۲    |
| مجموع             | ۳۶    | ۴    | ۴۰    |

## نشان‌ها

### جدول نشان‌ها
| رشته ورزشی    | طلا | نقره | برنز | مجموع |
| دو و میدانی   | ۹   | ۱    | ۵    |       |
| وزنه‌برداری    | ۱   | ۳    | ۱    | ۵     |
| تیراندازی     | ۱   |      | ۱    | ۲     |
| والیبال نشسته | ۱   |      |      | ۱     |
| مجموع         | ۱۲  | ۴    | ۷    | ۲۳    |

### نشان‌آوران
| نشان | نام | رشته ورزشی    | رویداد                           |
| ---- | --- | ------------- | -------------------------------- |
| طلا  | قادر مدبر | دو و میدانی   | پرتاب وزنه مردان F۵۲             |
| طلا  | مختار نورافشان | دو و میدانی   | پرتاب وزنه مردان F۵۴             |
| طلا  | قادر مدبر | دو و میدانی   | پرتاب دیسک مردان F۵۲             |
| طلا  | عبدالرضا جوکار | دو و میدانی   | پرتاب دیسک مردان F۵۳             |
| طلا  | مختار نورافشان | دو و میدانی   | پرتاب دیسک مردان F۵۴             |
| طلا  | محمدصادق مهریار | دو و میدانی   | پرتاب دیسک مردان F۵۶             |
| طلا  | عارف خسروی‌نیا | دو و میدانی   | پرتاب دیسک مردان F۵۷             |
| طلا  | آواز آزموده | دو و میدانی   | پرتاب نیزه مردان F۵۴             |
| طلا  | محمدرضا میرزایی | دو و میدانی   | پرتاب نیزه مردان F۵۷             |
| طلا  | امرالله دهقانی | وزنه‌برداری    | ۱۰۰ کیلوگرم مردان                |
| طلا  | عنایت‌الله بخارایی | تیراندازی     | ۱۰ متر تفنگ بادی درازکش آزاد SH۱ |
| طلا  | علی عشقی حجت بهروان علی‌اکبر صلواتی پرویز فیروزی عیسی زیراهی حلیل ایمری فرشید آشوری علی گلکار مجید سلیمانی علی کشفیا رضا پیدایش محمدرضا سلیمانی | والیبال نشسته | مردان                            |
| نقره | داریوش نامور | دو و میدانی   | پرتاب دیسک مردان F۵۶             |
| نقره | فریدون کریمی‌پور | وزنه‌برداری    | ۵۶ کیلوگرم مردان                 |
| نقره | منصور دیماسی | وزنه‌برداری    | ۷۵ کیلوگرم مردان                 |
| نقره | سعید بافنده | وزنه‌برداری    | ۸۲٫۵ کیلورم مردان                |
| برنز | عباس محسنی | دو و میدانی   | پرتاب وزنه مردان F۳۷             |
| برنز | حسین آقابرقچی | دو و میدانی   | پرتاب دیسک مردان F۳۶             |
| برنز | وهاب ثعلبی | دو و میدانی   | پرتاب نیزه مردان F۴۲             |
| برنز | قادر مدبر | دو و میدانی   | پرتاب نیزه مردان F۵۲             |
| برنز | عبدالرضا جوکار | دو و میدانی   | پرتاب نیزه مردان F۵۳             |
| برنز | الله‌بخش اکبری | وزنه‌برداری    | ۶۷٫۵ کیلوگرم                     |
| برنز | نیره عاکف | تیراندازی     | ۱۰ متر تپانچه بادی زنان SH۱      |